# Xã Burns, Michigan
Xã Burns (tiếng Anh: Burns Township) là một xã thuộc quận Shiawassee, tiểu bang Michigan, Hoa Kỳ. Năm 2010, dân số của xã này là 3.457 người.